# ゴーレム (グラディウス)
ゴーレム（GOLEM）は、コナミのシューティングゲーム『沙羅曼蛇』を初めとした『グラディウス』シリーズに登場する架空の生命体。バクテリアン軍の生物型の兵器である。初出は『沙羅曼蛇』で、それ以降様々な形で登場する。

## 概要
本体の見た目はヒトの脳そのものであり、両脇から触手が2本生え、脳の先端（前頭葉の部分）に1つの眼が付いている。脳・触手・虹彩の色は作品によって異なる。大きさもまた作品によって異なるが、ボスとして登場するものは全長20m程あるビックバイパーと比較してもその2倍以上はある巨大さである。
攻撃方法は触手の先端から通常弾（作品によってはレーザー）を撃ちながら自機を追いかけるというものであるが、動きは（特に低周回時は）遅い。弱点は目玉。
登場以前に『グラディウス』のステージ5に登場する「触手」と呼ばれる中型ザコや、最終ボスであるマザーコンピュータといった敵が存在しており（#生体系キャラクター一覧の項を参照）、デザインはその両方の特徴を兼ね備えたものとなっているが、関連性は不明である。
『グラディウス』シリーズのみならず、『究極戦隊ダダンダーン』のボスや『脳開発研究所クルクルラボ』の「所長」のモデルになるなど、シリーズ外のゲームにも進出している。

## シリーズでの登場
沙羅曼蛇
AC版、FC版、PCE版共にステージ1のボスとして登場。触手の色が灰色がかった深緑。徐々に剥がれる細胞壁の中から登場する。
AC版では耐久力はあまり高くないが、高次周になると通常弾(ステージ1で他の生物系ザコも吐くピンクの弾)の放出量が増えるだけでなく動きも高速になるため、非常に強敵となる。
FC版では脳の色が赤紫色、触手と虹彩が青色になっており、目玉が強調されたデザインとなっている。
沙羅曼蛇 (MSX)
「OPERATION ONE -TOP FLIGHT SPEED TO LATIS-」のボスとして登場。細胞壁からではなく、宇宙空間から出現する。上記の3種と比べて（画面内の比率や自機との対比からして）一番大きく、触手も太い。

ライフフォース
登場シーン、攻撃方法、弱点共にAC版『沙羅曼蛇』と変わらないが、触手の色が明るい緑になっている。

グラディウスII
AC版ステージ7（PCE版ではステージ8、FC版ではステージ5）のボスラッシュの2番手として登場。ゴーファー軍要塞の大型ハッチから放出される。攻撃方法は『沙羅曼蛇』と同じであるが触手の動く速さがそれぞれ違っており、本体の動きがやや遅く、一度攻撃すると一定周期で眼を閉じる（本体に引っ込める）ようになった。デザインは触手の色が青紫に変更されており、触手の長さも若干短くなっている。
FC版のデザインもAC版に近くなっているが、要塞からではなく、宇宙空間から登場する。

グラディウスIII -伝説から神話へ-
AC版のステージ10から入れる隠しステージ「沙羅曼蛇」のボスとして登場。触手の色がAC版『沙羅曼蛇』と同じであるが、目の位置がやや上に付いている。触手から弾は撃たないが、攻撃すると眼を閉じる。画面左から迫り出している細胞壁の影響で自機の移動可能な範囲が狭いため、その分苦戦を強いられる。

沙羅曼蛇2
ステージ1の中盤に登場。身体には脊椎まで付いている。背景から大小様々な大きさのゴーレムがいくつも結合したグロテスクな集合体が中ボスとして登場する。これは攻撃を加えると分裂して、中心の最も大きなものが画面右端へ退場する。その後自機をステージ奥で待ち構え、触手先端から3方向へレーザーを乱射する。しかし、攻撃直後に真のボスである「バイター」に丸ごと食べられてしまうという、衝撃的な演出がある。
このゴーレムの耐久力は非常に高いが倒すことは可能で（撃破すると10万点貰える）、その場合は非常に小さいゴーレムがステージ奥に出現し、やはりバイターに食べられる。この小さいゴーレムは攻撃してこないものの、どれだけ攻撃を加えても倒すことは不可能。
グラディウス外伝
ステージ9の最終ボスO.V.U.Mが『沙羅曼蛇』のイントルーダーからゼロスフォースへと変化し、さらにゴーレムとなって自機を追い回す。O.V.U.Mは『沙羅曼蛇』に出てくるボスに変身しているが、ゴーレムのデザインは『グラディウスII』のものである。
パロディウスだ! 〜神話からお笑いへ〜
AC版のステージ8にて、デフォルメされた姿で氷壁の中で氷漬けになっている。
FC版ではエキストラステージに小型化されたザコとして一体のみ登場。エキストラステージへの入り口はステージ6の、AC版で氷漬けのゴーレムが居た所にある。
GB版では前述の氷漬けのゴーレムが、ステージ3のボス「クリスタルゴーレム」として登場。最初は従来のゴーレムに倣い、氷漬けで破壊可能な触手を自機に向けてくる。触手を破壊すると今度は扇子を持っている触手が出現。こちらは破壊不可能で、本体は体当たりを仕掛けてくる。

## シリーズ以外での登場
コナミワイワイワールド
最終ステージ最深部手前（ラスボスの一歩手前）に出現。
ワイワイワールド2 SOS!!パセリ城
最終ステージのザコキャラ。
コズミックウォーズ
CPU思考中の時などに画面端に表示されるマスコットキャラ。
がんばれゴエモン3 獅子重禄兵衛のからくり卍固め
「極悪宝船 ごうれむ」として、からくり温泉のボスとして登場。姿はその名の通り「宝船」にツメがついた腕がついており、最初は氷漬け状態で登場して氷がすべて破壊されると腕で天井に固定して「デスMk-II」の様な極太ビームで薙ぎ払う攻撃を仕掛けてくる。
究極戦隊ダダンダーン
「ブレインゴーレム (BRAIN GOLEM)」としてケニアステージのボスで登場。前部に装甲板を付けており、プレイヤーに突進、触手による投げ、眼からのレーザーなどで攻撃する。
beatmania APPEND GOTTAMIX2
「super highway (SUPER SUBWAY MIX)」他のムービーで登場。ヘッドホンを装着し、音楽にノっているかのように揺れ動いている。
脳開発研究所クルクルラボ
「所長」のキャラクターデザインの元になった。目は1つしかないのに何故か通常の（レンズ2枚の）眼鏡をかけている。

## 生体系キャラクター一覧
シリーズに登場した、主要生体系敵キャラクターについても便宜的に本項で扱う。

### グラディウス
触手
ステージ5に登場する宇宙増殖触手。中型ザコ。ピンク色をした球状の肉塊が本体で、そこから0 - 4本の青い触手が生えている。本体自体は宇宙空間に漂うだけで、画面上に最大3つまで登場する。弾を撃ち込むごとに縮んでいき、最終的には破壊可能だが、耐久力が高い。触手は自機を追尾してくるが、動きはあまり機敏ではなく、先端から毒の弾を大量に放出する。弾はサイズが通常弾より小さいが、当たり判定の範囲は見掛けより広い。触手には中間部に黄色くなっている箇所があり、そこへ弾を当てると破壊することが可能。
FC版のものは肉塊が肌色に近い。FCの表示性能の制限から、本体の出現数が画面上に最大2つまでの他、触手の数が最大2本で、長さ自体も短い。また、触手の表示数が2本以上になると極端な処理落ちが発生する。
細胞核
ステージ6のボス。頭蓋骨状の細胞の内部にある核が弱点。地形の上下から生える管があり、最初は細胞核に向かって丸まっているが、自機が到達すると破裂して、それぞれの切断面から破壊可能な弾をランダムにバラ撒き続ける。前述の触手に比べ、弾は大きめであり発射速度も低い。
FC版では、細胞内部の核のグラフィックが省略されている、上下の管が最初から裂けた状態である、弾のサイズが小さくて発射速度が高い、などの相違点がある。また、倒すことができず、弾の嵐の中を一定時間耐えて自爆まで待つ。
マザーコンピュータ
AC版・FC版のステージ7（PCE版ではステージ8）のボス。文献によっては「ゼロスブレイン」ともいわれる。本体は大きな脳であり、天井と床から出ている6本の神経に繋がれて、空中で静止している。弱点は神経と床との接続部分。
FC版のものは、神経とその接続部分に当たり判定がない。そのため倒す方法はないが、10秒ほどが経つとビックバイパーが要塞を脱出するシーンが流れる（事実上の自爆）。
沙羅曼蛇 (OVA)では、「サイバーブレイン」という名称で登場。元々は人間の脳だったものを、バクテリアンがあらゆる兵器を操るためのコントローラーに改造したという設定であった。

### 沙羅曼蛇
デスハンド
『沙羅曼蛇』・『ライフフォース』のステージ1に登場する中型ザコ。地形の細胞から生えてくる太い触手で、自機の行く手を妨害する。『グラディウス』の触手と同じく、黄色い中間部分が弱点。高周期になると先端から毒の弾を放出するようになる。
FC・MSX版『沙羅曼蛇』のものは耐久力が高い。
AC版『グラディウスIII』の隠しステージ『沙羅曼蛇』にも登場する。

ウルグ
『沙羅曼蛇』・『ライフフォース』のステージ1に登場する中型ザコ。見た目はただの肉塊で、網目細胞地帯で何もせずに浮遊している。攻撃を加えるごとに膨張し、最後は破裂する。高次周になると通常弾を出すようになる。
AC版『グラディウスIII』の隠しステージ『沙羅曼蛇』にも登場。

イントルーダ
『沙羅曼蛇』・『ライフフォース』のステージ3のボス。竜の頭を持った蛇のような多関節キャラで、炎柱を吐きながら自機を追い回して来る。弱点は頭。『沙羅曼蛇』では赤く『ライフフォース』では青い。また、『沙羅曼蛇』では胴体の節にミサイルが1度当たると、自機や弾との当たり判定が消える。
FC版のものはAC版より大きいが、FC版独自デザインの頭部のみ画面右側に現れ、上下に動きつつ炎弾を吐く。また、ステージ道中にAC版と似たデザインのプラウラーという中型ザコが4匹出現する。
AC版『グラディウスII』ステージ7のボスラッシュにも登場。一定のダメージを与えると3匹に分裂する。
FC版『グラディウスII』ステージ1に登場するファイアドラゴンはFC版のプラウラーと似たデザインになっている。
SFC版『グラディウスIII』ステージ1に登場するサンドドラゴンはAC版イントルーダを側面から見たようなデザインになっている。
ギーガ
FC版ステージ4のボス。黄色いヒト型の髑髏で、左右の眼窩に目玉が入っている。画面内をランダムに動きながら自機に向かって弾をバラ撒き、倒すのに手間取っていると目玉が体当たりしに来る。飛んで来た目玉は破壊可能。弱点は口。
FC版『グラディウスII』ステージ2でもビッグアイを倒した後に真のボスとして登場しており、こちらは側面から見た形で目玉はない。自機に数回体当たりしに来た後、口から極太レーザーを吐く、という攻撃パターンを繰り返す。
沙羅曼蛇
FC版ステージ6の中ボス。緑の背に薄黄色の腹を持った蛇のような多関節キャラで、ビッグアイ(ゼロスフォース)の周囲を回りながら青い球を降らせて来る。

### ライフフォース
サイラン
ステージ2のボス。見た目はゴーレムをそのままテトランにしたような姿をしており、攻撃方法はテトランに類似している。テトランの項にある本機の記述も参照。
ガウ
ステージ5のボス。『沙羅曼蛇』のデスに相当する。ランダムに移動する機械型ザコと画面端で反射するアメーバ型の弾を口から吐き、通常弾も撃って来る。弱点は口で、一定のダメージを与えると開きっ放しになり、機械型ザコを吐かなくなる。
AC版『グラディウスII』ステージ7のボスラッシュにも登場。攻撃方法が上記のものから一転して、短いレーザーを撃つようになっている。一定のダメージを与えるとレーザーを撃つ頻度が上がる。
『グラディウス外伝』ステージ5では序盤に雑魚敵として登場。
『グラディウスV』ステージ4では雑魚敵として空中戦にて大量に出現し突進してくる。ショットを当てると怯んで一時静止するが耐久力が高いため多数のガウを同時に撃っていると壁になってしまい危険。

### グラディウスII
フェニックス
ステージ1のボス。巨大な火の鳥。素早く直線移動した後に高速の多方向弾を撃ち、その場で口から自機へゆっくり向かって来る破壊可能な火の玉を大量に吐き出す、という攻撃パターンを繰り返す。弱点は頭。
ローパー (ROPER)
ステージ2後半に登場。天井と地面にある岩塊から生えた触手を、自機へ向かって伸ばしてくる。触手は画面上下の約半分を占める程までに長い。倒すことはできないが弾を当てると縮んでいくので、それを利用しながら通り抜けるしかない。事実上の障害物。
FC版では「デスハンド」という名称。耐久力はかなり高いが、岩塊に埋まるまで触手に弾を撃ち込むと倒すことが可能。
ビッグアイ
ステージ2のボス。太い触手に守られた巨大な目玉。振り回している触手からは、破壊可能だが地形に固着して障害物化する弾をバラ撒き、一定周期で瞬きする目玉が閉じたとき自機に向かって巨岩を飛ばして来る。
FC版では中ボス扱いで、触手からの弾が地形に固着しない。

### グラディウスIII
ゴライアス
ステージ1のボス。アリジゴクの頭部のような形で、大顎と小顎を開閉しながら前後に動きつつ、一定距離進むと8方向に分裂する弾を吐く。活動中はクモ型のザコも出現し、当たり判定のない糸を引きながら画面上下を行き交う。弱点は口。
SFC版では多少細身になり、分裂弾の他に自機へ向かって来るザコを飛ばす。クモは登場しない。
バブルアイ
ステージ2のボス。張り巡らされた血管が透けて見えるアメーバ状の生物で、動き回りながら体の周囲に中型の泡を生み出す。膨らみ切った中型泡は3つの小型泡に分裂して画面内を跳ね回る。泡は中小どちらも破壊可能。弱点は目だが、破壊するにはコア系の遮蔽板のように本体中央を掘る必要がある。
SFC版では多少細身になり、本体が常に自機へ向かって来る。また小型泡は画面左端では跳ね返らず画面外に消える。
ゴール
ステージ6に登場する中型ザコ。増殖型バイオ空中触手体。デザインはAC版『グラディウス』の触手をよりリアルにしたもので、攻撃方法・弱点共に同じ。触手は0 - 2本付く。空間を浮遊する個体の他に、地形の細胞に神経を繋いで静止している個体があり、これは神経を破壊すると動き出す。
SFC版ではステージ10に登場するが浮遊タイプしかおらず、壊してもすぐ再生する触手が最大3本まで生えている。
グレゴール
ステージ6のボス。ゴーレムの系統だが、小さめの脳がいくつも連なり、芋虫のように蠢いている。攻撃は弱点である目からの3WAY弾と高速で展開される2本の太い灰色の触手。この触手は壁に突き刺さり、そのまま動かなくなるがその間目は閉じている。触手は破壊可能だが、一方を破壊するともう一方がゴムの様に壁に向かって一瞬に縮み、それに伴い本体も壁にぶつかるため破壊する触手の選択を間違えると自機が押し潰される。
ワイバーン／バルチャードドラゴン
ステージ7のボス。ワイバーンは3つ首の火でできた翼竜の姿をしている。リング状の火の玉を放つがこれは画面外で拡散して飛んでくる。胸に出てくる青いコアが弱点。バルチャードラゴンはワイバーン撃破後に出てくる2つの首を持つ竜。動きはイントルーダー等に酷似している。
ゴルゴーン
SFC版ステージ5のボス。バルチャードラゴンからワイバーンをオミットしたもの。動きはオリジナルであるバルチャードラゴンと変わらないが撃破時に拡散する胴体に当たり判定が出ており位置取りが悪いと相打ちになってミスになる。
ブロッティング・ウィード
ステージ8のボス、SFC版ではステージ6に登場。巨大な植物で時々開くと出てくるコアが弱点だが弱点を出している間吸引状態になりスピードがある程度ないと逃げきれずミスになる。AC版は弾を出す触手を破壊できるが一定時間で再生する。
デプト
ステージ10終盤にのみ登場する肉プレス（肉塊）。細胞壁と細胞壁の間で、2 - 3つ程が上下に動いている。破壊は不可能な事実上の障害物であるため、タイミングを見計らって通過するしかない。

### 沙羅曼蛇2
バイター

カラブ／アバドン

ドゥーム

### グラディウス外伝
ブリザード・クローラー

ミート
ステージ5に登場する中型ザコ。本体は肉塊で、2 - 4本の腱が本体と地形の細胞を繋いでいる。腱を破壊すると地形の緊縛が解かれて、なだらかな形状に変化する。本体・腱共に耐久力が高い。

マッドスキン

スティンガーキッド／ハンターファング／ギガスローズ

### グラディウスIV
ヨロガトン・キメラ
ステージ1のボス。3つの首を持つドラゴンで与えたダメージが大きい首の色に応じて更に3段階のうち1つに形状変化する。
デンドロディウム

ギラードル

ロアム
ステージ6に登場。『グラディウスII』のローパーにあたる存在。地形の細胞から生えた細長い腕で、進路を妨げる。

ワイアム
ステージ6に登場する中型ザコ。『グラディウス』の触手、『グラディウスIII』のゴールに似た外観ではあるが、それらよりも華奢で滑らかなデザイン。触手は3 - 4本生えており、先端から破壊可能な弾を出してくる。触手の弱点は青い中間部分であるが、攻撃するとそれに反応し触手を急激に振り回してくる。

ベリアール
ステージ6のボス。2本の腕を持ち弱点である目あるいは目玉ビットからレーザーを、腕からは弾を撃って攻撃してくる。弱点である目玉は実は『ゼロスフォース』であり撃破すると巨大化し2回レーザーを周囲にばら撒いた後に崩壊する。なお時間切れで自爆した場合はゼロスフォースが巨大化するもレーザーを撃たずそのまま消滅する。

### グラディウスV
モンキーアイ
ステージ2及び8に登場する生物系ザコ。眼球のある細胞塊に2本の触手が天井に伸び、樹上の猿のように移動する。ザコではあるが大型のため時として通路を塞いでいる。弱点である眼球部から大型の弾を放射状にバラ撒く。
ヒュージハート

### グラディウス2
巨大細胞核

### ゴーファーの野望 エピソードII
ギーザ・バトラー
ステージ1のボス。形や攻撃パターンは『グラディウスII』のフェニックスと同様だが火の玉に自機を追う性能はなく、代わりに通常弾も少量撃って来る。
ハンス・ノーティー
ステージ2のボス。『グラディウスII』のビッグアイに相当するが、触手は細く目玉は小さ目で、全身が見えている。上下に動きつつ触手から障害物化する弾をバラ撒く。この弾はレーザーでは破壊不可能。瞬きはせず岩も飛ばさない。
レイナード・スキナード

トライアンフ・キックス

キラー・ドワーフス

### グラディウスジェネレーション
ヴォレオーネ

ブラキオン・アイ

### ネメシス
クロウラー